# 大悟県
大悟県（だいご-けん）は中華人民共和国湖北省孝感市に位置する県。

## 行政区画
- 鎮:城関鎮、陽平鎮、芳畈鎮、新城鎮、夏店鎮、劉集鎮、河口鎮、四姑鎮、呂王鎮、黄站鎮、宣化店鎮、豊店鎮、大新鎮、三里鎮
- 郷:高店郷、彭店郷、東新郷